# Kurt-Huber-Gymnasium
Das Kurt-Huber-Gymnasium (kurz „KHG“) ist ein sprachliches und sozialwissenschaftliches Gymnasium in Gräfelfing im oberbayerischen Landkreis München. Es befindet sich in staatlicher Trägerschaft.

## Lage und Verkehrsanbindung
Die Schule befindet sich im Westteil des Gemeindegebietes von Gräfelfing am Adalbert-Stifter-Platz. Sie liegt in der Nähe des S-Bahn-Haltepunkts der Linie S6 im Gräfelfinger Ortsteil Lochham und ist über eine Stadt- und zwei Regionalbuslinien des Münchner Verkehrs- und Tarifverbunds erreichbar. Die Linien 160 (Blutenburg ↔ Waldfriedhof), 258 (Lochham, Starnberger Straße ↔ S-Bahn Gräfelfing) und 267 (Altenburgstraße ↔ Fürstenried West) fahren den Haltepunkt Lochham, letztere zudem die Bushaltestelle Adalbert-Stifter-Straße in der Nähe der Schule an. Mit den Buslinien besteht eine Anbindung zur S-Bahn München bzw. zur U-Bahn München.

## Schule

### Geschichte
Das Kurt-Huber-Gymnasium ging aus der 1936 in der Gräfelfinger Maria-Eich-Straße gegründeten Oberrealschule hervor und ist nach Eigendarstellung das älteste Gymnasium im Landkreis München. Erster Träger der Schule war ein Schulverein, 1938 wurde die Schulträgerschaft von der Gemeinde übernommen und die Schule wie alle Oberrealschulen und Realgymnasien im Deutschen Reich in eine Oberschule umgewandelt. 1944 wurde die Schule von einer Abteilung des Nationalsozialistischen Kraftfahrkorps geschlossen.
Im November 1945 wurde der Unterricht in vier Klassen, im Dezember desselben Jahres in allen Klassen wieder aufgenommen. Im September 1955 wurde der erste Teilabschnitt des Neubaus am Adalbert-Stifter-Platz bezogen, 1959 wurde der zweite Bauabschnitt fertiggestellt. Zwei Jahre später wurden der Pausenhof und die Schulsportanlage angelegt. 1968 folgte der dritte Bauabschnitt des Gebäudes, der neue Musiksäle sowie Fachräume für Chemie, Physik und Handarbeiten und die Pausenhalle beinhaltete. Im Jahr 1977 wurde die Kollegstufe eingeführt, die zwei Jahre später die ersten Abiturienten hervorbrachte. Hierfür wurde das Gebäude um einen Kollegstufenbau und eine Bibliothek erweitert.
1993 genehmigte der Gemeinderat die Generalsanierung des Schulhauses und der alten Turnhalle, die ein Jahr später begann. Im Zuge der Arbeiten erfolgte der Bau neuer Physik-, Chemie- und Biologiesäle sowie drei neuer Treppenhäuser und des Hausmeisterhauses, die 1995 fertiggestellt wurden. 1998 begann der Bau der neuen Mehrzweckhalle, die im Juni 2000 eingeweiht wurde. Eine abermalige Erweiterung des Gebäudekomplexes erfolgte im Jahr 2008, als die Schule um eine Cafeteria und einen Westtrakt mit sechs neuen Klassenzimmern ergänzt wurde.
Infolge stark gesunkener Schülerzahlen (von 1043 im Schuljahr 2014/15 auf 727 im Schuljahr 2022/23) stellte das Gymnasium Anfang 2023 beim Bayerischen Staatsministerium für Unterricht und Kultus einen Antrag auf Erweiterung um einen sozialwissenschaftlichen Zweig, der im Dezember 2023 genehmigt wurde. Dieser kann bereits ab dem Schuljahr 2024/25 belegt werden und soll die Attraktivität des zuvor rein sprachlichen Gymnasiums steigern. Bereits im Jahr 2019 war die Einrichtung eines musischen Zweiges beantragt worden, die jedoch vom Kultusministerium aufgrund der Gefährdung des Schülerbestandes des benachbarten Carl-Spitzweg-Gymnasiums in Germering abgelehnt wurde.

### Namensgebung
Das Gymnasium wurde 1966 nach dem Musikwissenschaftler, Philosophen und Psychologen Kurt Huber benannt. Huber war außerordentlicher Professor an der Ludwig-Maximilians-Universität München und lebte ab 1938 bis zu seiner Hinrichtung 1943 in Gräfelfing. Bekannt wurde er als Widerstandskämpfer der Widerstandsgruppe Weiße Rose gegen das NS-Regime, für die er das von den Geschwistern Scholl im Februar 1943 in der Münchner Universität verteilte Flugblatt verfasste, welches zur Festnahme und Hinrichtung des sechs Personen zählenden inneren Kreises der Gruppe, darunter Hans und Sophie Scholl sowie Huber, führte.

„Durch die Namensgebung soll die das Gymnasium besuchende Schuljugend immer an die Zeit des Totalitarismus und an einen Mann erinnert werden, der sein Leben für die Wiederherstellung des Ansehens des Deutschen Volkes in der Welt hingegeben hat.“

### Unterricht
Das Kurt-Huber-Gymnasium verfügt ab dem Schuljahr 2024/25 über einen sprachlichen und einen sozialwissenschaftlichen Zweig. Die sprachliche Ausbildungsrichtung sieht die Erlernung von mindestens drei Fremdsprachen vor, wobei insgesamt fünf verschiedene Sprachenfolgen möglich sind. Verpflichtend ist Englisch, das ab der 5. oder 6. Jahrgangsstufe unterrichtet wird, ergänzt von Latein oder Französisch. Ab der 8. Klasse muss zudem Französisch- oder Spanischunterricht belegt werden. Ab der 11. Klasse besteht die Option, als vierte Fremdsprache Spanisch oder Italienisch zu lernen, welche jeweils anstelle der zweiten Fremdsprache tritt. Schüler des sozialwissenschaftlichen Zweiges werden ab der 8. Klasse statt in der dritten Fremdsprache in den Fächern Politik und Gesellschaft sowie Sozialpraktischer Grundbildung unterrichtet. Obligatorisch ist zudem die Absolvierung eines Sozialpraktikums.
Die Schule versucht zudem, neue Formen und Methoden des Unterrichts zu etablieren. 1999 wurde sie vom European Schoolnet in das European Network of Innovative Schools (ENIS) aufgenommen. Das Gymnasium nimmt zudem an dem 2007 eingeführten Modellversuch MODUS F teil, mit dem die Führungsqualitäten bei den Schulleitungen der Schulen in Bayern verbessert werden sollen. 2012 und 2017 wurde der Status als MODUS-Schule nach einer externen Evaluation durch das Kultusministerium bestätigt und für weitere fünf Jahre anerkannt.

### Wahlunterricht
Das Wahlunterrichtsangebot des Kurt-Huber-Gymnasiums umfasst fünf Bereiche, aus denen Wahlkurse belegt werden können. Der gesellschaftliche Bereich beinhaltet Kurse wie Literaturkritik, Politik und Zeitgeschichte sowie die Schülerzeitung, ermöglicht aber auch die Partizipation an der Schülermitverwaltung (SMV) oder am Schulsanitätsdienst. Des Weiteren wird im Bereich Naturwissenschaft und Ökologie die Teilnahme am Projekt Umweltschutz & Schulgarten oder dem Technikteam angeboten. Der künstlerische Bereich umfasst die Kurse Werken, Bühnenbild und Schulspiel. Musikalisch interessierte Schüler können der Bigband, dem Unter- oder Mittel- und Oberstufenchor sowie verschiedenen Schulorchestern beitreten. Als sportliche Aktivitäten werden Rudern und Volleyball angeboten.

### Schulleben
Nachmittagsbetreuung
Im Sinne des Konzepts der Offenen Ganztagsschule bietet die Schule seit 2011 berufstätigen Eltern von Schülern der Unterstufe die Möglichkeit, ihre Kinder auch am Nachmittag betreuen zu lassen. Die Betreuung erfolgt durch Sozialpädagogen des Kreisjugendrings München-Land und Tutoren aus der Mittelstufe und startet nach Beendigung des Unterrichts im regulären Schulbetrieb mit dem Mittagessen in der Schulmensa. Anschließend werden die Schüler in der Studierzeit bei der Erledigung der Hausaufgaben beaufsichtigt und unterstützt, bevor sie im Rahmen des Freizeitprogramms sportlichen oder anderen Aktivitäten nachgehen können.
Öffentlichkeit
Aufgrund der ab 2015 infolge der Flüchtlingskrise in Europa stark angestiegenen Flüchtlingszahlen in Deutschland beherbergte das Gymnasium, wie auch viele andere Schulen im Landkreis, Asylbewerber. Im Zuge dessen wurde die Dreifachturnhalle provisorisch umgebaut, um von August bis Ende 2015 rund 190 Flüchtlinge übergangsweise einzuquartieren. Die Asylbewerber stammten vorwiegend aus Syrien und Afghanistan. Ende 2015 erfolgte die Auflösung der Notunterkunft, weil die Flüchtlingszahlen insgesamt zurückgingen und andere Unterbringungsmöglichkeiten zur Verfügung standen. Die Bewohner wurden innerhalb Gräfelfings in einen Neubau am Ortseingang umquartiert.
SchülerArbeiten zur Zeitgeschichte
In Zusammenarbeit mit der Weiße Rose Stiftung e. V. und mit Unterstützung der Bayerischen Landeszentrale für politische Bildungsarbeit gibt das Kurt-Huber-Gymnasium in unregelmäßigen Abständen die Schriftenreihe SchülerArbeiten zur Zeitgeschichte heraus. Darin werden vor allem in W- oder P-Seminaren entstandene bemerkenswerte Arbeiten von Schülern publiziert, die sich mit den Themen Nationalsozialismus, Widerstand und der Weißen Rose beschäftigen.

## Bekannte ehemalige Schüler
- Götz Aly (* 1947), Politikwissenschaftler, Historiker und Journalist (Abitur 1967)
- Michael Schaefer (* 1949), Jurist und Diplomat
- Ernst Horn (* 1949)
- Thies Claussen (* 1950), Ministerialbeamter und Buchautor (Abitur 1970)
- Eberhard J. Wormer (* 1951), Medizinjournalist und Sachbuchautor (Abitur 1971)
- Kristina Nel (* 1953), Schauspielerin
- Jutta Speidel (* 1954), Schauspielerin
- Matthias Prinz (* 1956), Rechtsanwalt
- Stephan Lorenz (* 1961), Rechtswissenschaftler (Abitur 1981)
- Tanja Graf (* 1962), Verlegerin (Abitur 1981)
- Susanne Rohrer (* 1966), Moderatorin (Abitur 1984)
- Christoph Göbel (* 1974), Kommunalpolitiker (CSU) und Landrat des Landkreises München (Abitur 1994)